# 飲食禁忌

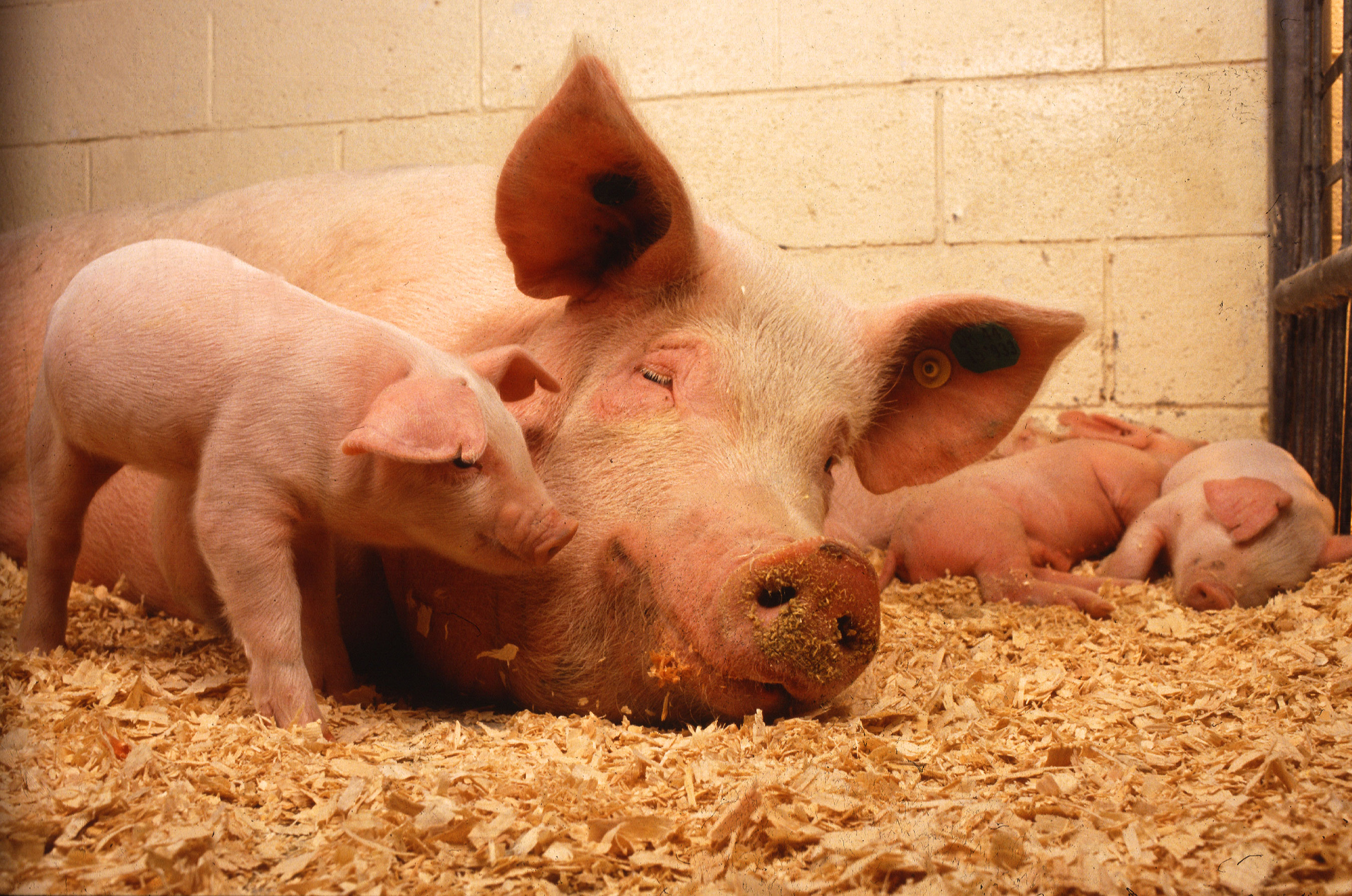
豬肉即為一項顯著的飲食禁忌：它在猶太教被視為不潔之食（不合宜、不潔的），在伊斯蘭教亦被認為是不潔的（被禁止的）。

飲食禁忌是指一種單一社會群體或文化有自覺地避免食用特定動物或植物的現象，是一種禁忌。飲食禁忌隨空間、族群甚至時代而異，故並不存在全世界通用的飲食禁忌；不過幾乎所有的文化都有自己的飲食禁忌，飲食禁忌可說是普世文化通則。
多數飲食禁忌不是由文本記載、供人民謹守的律法；然而，它隨著社會習俗的承襲而流傳至今，在特定地區所具有的約束力並不亞於法律。但是，短期避免食用特定食物的現象，如齋戒，不算是飲食禁忌。

## 序論
多數科學家認為人類在本質上屬於雜食性，能夠消化、吸收各種動物性和植物性食物。然而，人類文化中存在著對飲食的選擇，即偏愛、避免或禁止食用特定食物的行為。在飲食禁忌中，只有拒食難以消化或具有毒性的食物是以生理因素為根據的「合理」現象，其他飲食限制都是隨社會文化傳承的習俗，並依文化、國家和族群而異。人類對食物的選擇是一種依循本能的行為；研究顯示，二歲以下的幼兒已會將眼前物品放入口中食用，目標物包括石頭、昆蟲和鳥獸的糞便。人類對食物的選擇、判斷力以及厭惡感並非天生，而是經由後天學習、根據環境變化而養成。科學家從未在生物身上觀察到真正的作嘔反應。
禁忌食物通常帶給人一股噁心、反胃的感覺。然而，在某一種文化被認定不潔的、不可食的食物，卻可能在另一種文化中被尊為佳餚，例如狗肉。因此，厭惡感顯然和禁忌食物的本質無關，故這種反應不能被解讀為本能行為。人類為應付緊急情況，如在極度飢餓的狀態下，會產生一種克服厭惡感、食用禁忌食物的能力。這種能力因人而異；一般而言，勉強進食會引起強烈的嘔吐衝動，而阻礙飲食。
著名的飲食禁忌多與肉類和動物產品有關，只有少數是植物，如佛教出家人忌食蔥、蒜、洋蔥等。學者丹尼爾·費斯勒和卡洛斯·大衛·納瓦雷特研究12種地方文化，歸納出38種肉食禁忌，卻只有7種植物性飲食禁忌。
中國古代避諱也可能造成飲食禁忌。例如唐朝避諱李姓，禁食鯉魚，抓到鯉魚必須放掉，販賣鯉魚責打60杖。惟此類規定有時流於形式。另明朝人不禁吃豬肉。
幾乎所有的文化都有飲食禁忌，飲食禁忌可說是普世文化通則。華人是飲食禁忌最少的族群之一，歐洲地區的代表則是法國人，不過華人社會經常有特定的食物不能一起吃的飲食禁忌。歷史文獻顯示，現代歐洲的飲食禁忌數量較舊時有顯著的增加，也有越來越多的華人飲食禁忌向西方人看齊。

## 飲食禁忌概觀
| 食物名 | 禁忌地區或文化 | 盛行地區或文化 |
| --- | --- | --- |
| 青蛙肉 | 英國、美國、猶太教、伊斯蘭教、印度教、佛教、道教 | 亞洲、法國 |
| 龜肉 | 歐洲、美國大部分州、猶太教、伊斯蘭教、印度教、佛教、道教 | 南美洲、美國少部分州、亞洲 |
| 蜥蜴 | 歐洲、美國、猶太教、伊斯蘭教、印度教、佛教、道教 | 亞洲、非洲、南美洲 |
| 鱷魚 | 歐洲、美國大部分州、猶太教、伊斯蘭教、印度教、佛教、道教 | 亞洲、非洲、南美洲，美國東南少數州 |
| 蛇肉 | 歐洲、美國、猶太教、伊斯蘭教、印度教、佛教、道教 | 亞洲、非洲 |
| 昆蟲 | 歐洲、美國、猶太教（部分蝗蟲品種除外）、伊斯蘭教、印度教、佛教、道教 | 亞洲、非洲 |
| 蜘蛛 | 歐洲、美國、猶太教、伊斯蘭教、印度教、佛教、道教 | 寮國、泰國、柬埔寨、南美亞瑪遜地區 |
| 豚鼠 | 歐洲、美國、猶太教、伊斯蘭教、印度教、佛教、道教 | 秘魯、厄瓜多 |
| 鼠肉 | 歐洲、美國、猶太教、伊斯蘭教、印度教、佛教、道教 | 中國(部分地區食用)、加納、泰國、越南 |
| 狗肉 | 歐洲、美國、猶太教、伊斯蘭教、印度教、佛教、道教 | 中國(部分地區食用)、韓國、朝鮮、越南、剛果、玻里尼西亞、瑞士(部分地區食用) |
| 貓肉 | 歐洲、美國、猶太教、伊斯蘭教、印度教、佛教、道教 | 中國(部分地區食用)、朝鮮、越南(非法行為，仍有部分民眾食用)、印度(部分地區食用) 、西班牙(部分地區食用)、法國(部分地區食用)、意大利(部分地區食用) |
| 熊 | 猶太教、伊斯蘭教、印度教、佛教、道教 | 歐洲、北美洲、北亞（西伯利亞）、日本愛奴族（阿伊努族）文化、亞洲 |
| 豬肉 | 猶太教、伊斯蘭教、部分印度教徒、錫克教 | 歐洲、東亞、基督宗教、部分印度教徒（比方說印尼的峇里島） |
| 鳴禽 | 猶太教、伊斯蘭教、印度教、德語地區、佛教、道教 | 義大利、法國 |
| 鴕鳥 | 猶太教、印度教、佛教、道教 | 伊斯蘭教、亞洲、非洲、歐洲、美國 |
| 鯨 | 猶太教、伊斯蘭教、印度教、佛教、道教 | 挪威、冰島、法羅群島、日本、西伯利亞、阿拉斯加、北加拿大的土著、印尼東部 |
| 海豚 | 猶太教、伊斯蘭教、印度教、佛教、道教 | 日本、俄羅斯、丹麥法羅群島、秘魯、索羅門群島 |
| 蝸牛 | 猶太教、伊斯蘭教、印度教、佛教、道教 | 法國 |
| 有鰭有鱗魚類 | 索馬里、東非（坦桑尼亞及以北地區） | 全世界大部分地區(特別是沿海地區跟島嶼)、猶太教、伊斯蘭教、印度教(比方說印度沿海地區，但來自恆河流域的禁食) |
| 無鰭有鱗魚類、無鱗有鰭魚類跟無鰭無鱗魚類 | 猶太教、伊斯蘭教什葉派 | 亞洲、非洲、歐洲、美洲、大洋洲、伊斯蘭教遜尼派、印度教(比方說印度沿海地區，但來自恆河流域的禁食) |
| 貝類 | 猶太教、伊斯蘭教遜尼派（僅限哈乃斐派）、伊斯蘭教什葉派 | 亞洲、非洲、歐洲、美洲、大洋洲、印度教(比方說印度沿海地區，但來自恆河流域的禁食) |
| 螃蟹類 | 猶太教、伊斯蘭教遜尼派（僅限哈乃斐派）、伊斯蘭教什葉派 | 亞洲、非洲、歐洲、美洲、大洋洲、印度教(比方說印度沿海地區，但來自恆河流域的禁食) |
| 一般中小型的蝦、龍蝦、螯蝦等蝦類 | 猶太教、伊斯蘭教遜尼派（僅限哈乃斐派） | 亞洲、非洲、歐洲、美洲、大洋洲、伊斯蘭教什葉派、印度教(比方說印度沿海地區，但來自恆河流域的禁食) |
| 章魚、魷魚、烏賊等頭足類 | 猶太教、伊斯蘭教遜尼派（僅限哈乃斐派）、伊斯蘭教什葉派、德語地區 | 亞洲、非洲、德語地區以外的歐洲、美洲、大洋洲、印度教(比方說印度沿海地區，但來自恆河流域的禁食) |
| 蔥、蒜、韭、洋蔥等蔥屬植物 | 婆羅門教、去五辛蛋奶素的素食者、去五辛奶素的素食者、去五辛蛋素的素食者、去五辛全素的素食者、部分佛教徒（去五辛蛋奶素的素食者、去五辛奶素的素食者、去五辛蛋素的素食者、去五辛全素的素食者）、部分道教徒（去五辛蛋奶素的素食者、去五辛奶素的素食者、去五辛蛋素的素食者、去五辛全素的素食者） | 葷食者、含五辛蛋奶素的素食者、含五辛奶素的素食者、含五辛蛋素的素食者、含五辛全素的素食者、部分佛教徒（葷食者、含五辛蛋奶素的素食者、含五辛奶素的素食者、含五辛蛋素的素食者、含五辛全素的素食者）、部分道教徒（葷食者、含五辛蛋奶素的素食者、含五辛奶素的素食者、含五辛蛋素的素食者、含五辛全素的素食者） |
| 酒精類飲品、酒精類食物、酒精類食品 | 猶太教徒(仅饮发酵酒、不饮蒸馏酒)、伊斯蘭教、大部分印度教徒（有遵守教規者）、部分佛教徒（有遵守教規者）、部分道教徒（有遵守教規者） | 亞洲、非洲、歐洲、美洲、大洋洲、少部分印度教徒(不遵守教規者)、部分佛教徒（不遵守教規者）、部分道教徒（不遵守教規者） |
| 血類、含血類食物、含血類食品 | 猶太教、伊斯蘭教、基督宗教 | 東亞、歐洲部分地區、美洲部分地區 |
| 猶太教可食哺乳類動物(只有所有的牛科動物跟鹿科動物才可以)跟可食鳥類動物(雞、火雞、珠雞這三種而已)的動物性脂肪                                             | 猶太教 | 全世界(猶太教除外) |
| 猶太教可食哺乳類動物(只有所有的牛科動物跟鹿科動物才可以)的坐骨神经(因為猶太人先祖雅各跟天使角力傷到下半身變瘸子所以導致猶太教徒不吃任何動物的坐骨神经)   | 猶太教 | 全世界(猶太教除外) |
| 猶太教可食鳥類動物(雞、火雞、珠雞這三種而已)的坐骨神经(因為猶太人先祖雅各跟天使角力傷到下半身變瘸子所以導致猶太教徒不吃任何動物的坐骨神经)               | 猶太教 | 全世界(猶太教除外) |
| 猶太教可食哺乳類動物(只有所有的牛科動物跟鹿科動物才可以)與猶太教可食奶類(牛奶、水牛奶、氂牛奶、印度野牛奶、爪哇野牛奶、綿羊奶、山羊奶這七種而已)同煮同食 | 猶太教 | 全世界(猶太教除外) |
| 猶太教可食鳥類動物(雞、火雞、珠雞這三種而已)與猶太教可食奶類(牛奶、水牛奶、氂牛奶、印度野牛奶、爪哇野牛奶、綿羊奶、山羊奶這七種而已)同煮同食             | 猶太教 | 全世界(猶太教除外) |
| 猶太教可食哺乳類動物(只有所有的牛科動物跟鹿科動物才可以)與猶太教可食蛋類(雞蛋、火雞蛋、珠雞蛋這三種而已)(而且要未受精)同煮同食                           | 猶太教(未篡改教規者) | 全世界(未篡改教規的猶太教徒們除外) |
| 猶太教可食鳥類動物(雞、火雞、珠雞這三種而已)與猶太教可食蛋類(雞蛋、火雞蛋、珠雞蛋這三種而已)(而且要未受精)同煮同食                                       | 猶太教(未篡改教規者) | 全世界(未篡改教規的猶太教徒們除外) |
| 兔肉 | 猶太教、伊斯蘭教什葉派、印度教、佛教、道教 | 亞洲、非洲、歐洲、美洲、伊斯蘭教遜尼派（如埃及） |
| 駱駝(單峰駱駝跟雙峰駱駝) | 猶太教、印度教、佛教、道教 | 伊斯蘭教、中國(部分地區食用)、中亞部分地區 |
| 美洲駝(比方說駱馬跟羊駝等) | 猶太教、印度教、佛教、道教 | 伊斯蘭教、南美洲的安地斯山脈 |
| 馬肉 | 猶太教、大部分伊斯蘭教徒(未篡改教規者)、印度教、佛教、道教、美國、加拿大、英國、北愛爾蘭、愛爾蘭、澳大利亞、紐西蘭 | 法國、義大利、德語地區、比利時、西班牙、瑞士、中亞地區、蒙古、少部分伊斯蘭教徒(有篡改教規者)、日本熊本縣、長野縣、山梨縣、新潟縣、靜岡縣 |
| 各種鹿 | 印度教 | 歐洲、北亞(西伯利亞)、阿拉斯加、猶太教、伊斯蘭教、日本北海道、北美洲原住民 |
| 各種羚羊 | 印度教 | 非洲、猶太教、伊斯蘭教 |
| 綿羊 | 韓國、朝鮮 | 歐洲、猶太教、伊斯蘭教、印度教、錫克教、澳大利亞、紐西蘭、蒙古、日本北海道、日本關東地方 |
| 山羊 | 韓國、朝鮮、美國、加拿大 | 猶太教、伊斯蘭教、印度教、錫克教、澳大利亞、紐西蘭、蒙古、日本沖繩縣 |
| 水牛 | 大部分印度教徒（有遵守教規者）、大部分佛教徒（有遵守教規者）、大部分道教徒（有遵守教規者）、东亚部分以牛或水牛耕田人士（東亞非素食人口有些拒吃牛肉、水牛肉、氂牛肉；也有人認為可以吃牛肉、但農耕用牛退休後不可食用仍應飼養至自然老死）、锡克教                                             | 基督宗教、巴西、犹太教、伊斯蘭教、少部分印度教徒(不遵守教規者)、少部分佛教徒（不遵守教規者）、少部分道教徒（不遵守教規者） |
| 氂牛 | 印度教、大部分佛教徒（有遵守教規者）、大部分道教徒（有遵守教規者）、东亚部分以牛或水牛耕田人士（東亞非素食人口有些拒吃牛肉、水牛肉、氂牛肉；也有人認為可以吃牛肉、但農耕用牛退休後不可食用仍應飼養至自然老死）、锡克教                                                                     | 西藏、犹太教、伊斯蘭教、少部分佛教徒（不遵守教規者）、少部分道教徒（不遵守教規者） |
| 牛肉 | 印度教、部分佛教徒（包括信仰观音的泰国华人）（有遵守教規者）、部分道教徒（有遵守教規者）、东亚部分以牛或水牛耕田人士（東亞非素食人口有些拒吃牛肉、水牛肉、氂牛肉；也有人認為可以吃牛肉、但農耕用牛退休後不可食用仍應飼養至自然老死）、錫克教                                               | 基督宗教、犹太教、伊斯蘭教、部分佛教徒（不遵守教規者）、部分道教徒（不遵守教規者） |
| 人肉 | 全世界(若有發生宰人或食人情形就算犯罪行為) | 巴布亞新幾內亞的法雷人（1950年代或以前） |

## 食物禁忌

### 鳥類
妥拉（利未記 11:13）明確指出猶太教徒不可食用鷹、禿鷹和魚鷹。在對利未記 11:16 的一些詮釋中，鴕鳥亦被明確禁止作為食物。拉比們經常推斷，明確禁止食用猛禽和天然食腐動物的傳統會與其他鳥類物種區分開來；因此，猶太教允許吃雞、鴨、鵝、鴿子和火雞。塔木德中禁止食用任何鳴禽，且禁止破壞任何野生鳥類的巢，如果無意中破壞鳥巢需要自我懲罰以懺悔並努力修復鳥巢。
相比之下，伊斯蘭教的飲食規則允許食用鴕鳥，而像猶太教一樣，猛禽（特別定義為用爪子和利爪捕獵的鳥類）是被禁止食用的。
在許多文化中，禿鷹和烏鴉等食腐鳥類和食腐動物都被避免作為食物，因為它們被認為是疾病和不潔的攜帶者，並與死亡有關。一個例外是禿鼻烏鴉，它是英國一道鄉村菜餚，2009年倫敦一家蘇格蘭餐廳就曾供應含有禿鼻烏鴉肉的菜式。 在當今的西方文化中，大多數人將鳴禽視為後院野生動物，而不是食物。
鴨仔蛋是一種發育中的鳥類胚胎（通常是鴨子或雞），從殼中煮熟並食用。猶太教認為不可以食用胚胎，且對於正在孵化的鳥蛋將其從其鳥父母巢中取離就是嚴重違反猶太誡命，故而禁止食用鴨仔蛋等包含胚胎的鳥蛋。古蘭經的一部分包括理解和尊重不食用任何沒有被適當屠宰的動物或其產品的法律，相關動物或動物產品被稱作“maytah”。因為鴨仔蛋是一個包含部分發育胚胎的雞蛋，穆斯林認為這使它成為“哈拉姆”。
圃鵐在法國美食家中發展成為一種較新的禁忌食品。多個世紀以來，法國美食家曾活捉、強行餵食這些小鳥，然後把牠們淹死在雅文邑白蘭地中、整隻烤好後食用，最後甚至連骨頭都吃掉。用餐者常用亞麻餐巾蓋住頭以保存珍貴的香氣，有些人認為，該行為是為了隱瞞上帝。

### 蝙蝠
猶太教條明確禁止食用蝙蝠。伊斯蘭教亦禁止食用蝙蝠，並視其為哈拉姆。

### 駱駝
妥拉中的申命記 14:7 和利未記 11:4 條均指出嚴禁食用駱駝。妥拉認為駱駝是不潔的，即使它像牛、綿羊、山羊、鹿、羚羊和長頸鹿（所有這些都是猶太潔食）那樣反芻，但牠不符合猶太教的偶蹄標準。雖然如此，與這些動物一樣，駱駝（及駱馬）亦是具有多腔胃的反芻動物，亦是偶蹄目動物，腳一分為二。然而，駱駝的腳形成軟墊而不是硬蹄。
在伊斯蘭教中，吃駱駝是被允許的，這在沙特阿拉伯和阿拉伯半島的伊斯蘭中心地帶確實是一種傳統。阿布扎比軍官俱樂部就供應混合牛肉或羊肉脂肪的駱駝漢堡，以改善質地和口感。在巴基斯坦卡拉奇，一些餐館亦有用駱駝肉入饌。在中亞，駱駝肉也是遊牧民一種肉食來源。

### 熊
熊並非符合猶太教教規的食物。伊斯蘭教則禁止食用一切肉食性陸生動物。

### 貓
猶太教和伊斯蘭教均禁止食用肉食性陸生動物，因此亦禁止食用貓肉。
在中國大陸和越南，貓肉是當地的食材之一。2008年，有報告指出中國廣東省有不少民眾食用貓肉，並且有不少供食用的貓隻由中國其他較北的省份運往當地。其中一間於廣州營業的商家每日均會從中國其他省份輸入逾一萬隻貓。儘管中國沒有法律規定吃貓是違法的，中國其他地區的抗議者敦促廣東省政府打擊貓販子和供應貓肉的餐館。
意大利北部維琴察的居民曾以食用貓肉而出名，但該習俗於近數十年已不復見。

### 狗
在西方國家，吃狗肉通常被認為是禁忌，儘管過去曾出現因糧食短缺而打破這一禁忌的情況。至少自腓特烈大帝時代以來，在德國的每次重大危機中都曾出現吃狗肉的情況，通常被稱為“封鎖羊肉”。 20 世紀初，德國人普遍食用狗肉。在美國，“熱狗”一詞就是源於民眾懷疑德國移民出售的法蘭克福肉中含有狗肉。德國自 1986 年起禁止吃狗肉。 2009 年，波蘭琴斯托霍瓦附近的一個農場被發現飼養的狗被製成 smalec - 「豬油」時爆發了醜聞。
根據古代印度教經文（參見摩奴法論和藥典如 Sushruta Samhita 等），狗肉被認為是最不干淨（而且有毒）的食物。根據猶太教和伊斯蘭教的飲食法，狗肉也被認為是不潔的；因此，上述宗教傳統都禁止食用狗肉。

### 家牛
在印度等國家，家牛傳統上受人尊敬。一些印度教徒，尤其是婆羅門，是素食主義者並且嚴格不吃肉。所有吃肉的印度教徒都不吃牛肉，因為牛在印度教中佔有神聖的地位。例如，傳說女神卡瑪德亨努化身為如意神牛，這樣的故事代代相傳。
根據印度法律，除喀拉拉邦、西孟加拉邦和東北部七個邦外，幾乎所有邦都禁止屠宰母牛。在印度許多邦，參與牛屠宰或其非法運輸的人可能會被判入獄(在尼泊爾王國宰殺黃牛屬犯罪行為)。
與屠宰牛相比，牛奶、酸奶，尤其是酥油（一種黃油）等乳製品的消費在印度非常普遍。乳製品在印度教中扮演著重要的角色，牛奶尤其受到高度尊重，經常被用於神聖的儀式。
雖然大部分猶太教允許食用家養牛肉和奶製品，但正統派（拉比猶太教中最大的宗派群體）根據申命記14:21:「不可用山羊羔母的奶煮山羊羔」，完全禁止將奶製品與任何種類的肉類混合食用，另外在塔木德中強調了禁止宰殺食用耕牛、奶牛、以及已經跑至野外的家牛的戒條。卡拉派則將該條誡命更字面地解釋為肉不能在牛奶中煮熟；但乳製品可以和肉類一起食用。
在東亞儒家文化地區，古代也存在“牛禁”文化，禁忌宰殺耕牛、奶牛，並且這種習俗在中國古代部分朝代及日本明治維新以前部分地區被強化為公共法律，全面禁止宰殺耕牛，在這些朝代或地區公開宰殺耕牛會被判處監禁或流放。

### 豬
美國農業部的數據顯示，豬肉是世界上食用最廣泛的肉類。伊斯蘭教、猶太教和某些基督教教派（例如基督復臨安息日會）禁止食用豬。這一禁令載於有關宗教的聖典中，例如古蘭經 2:173、5:3、6:145 和 16:115、 利未記 11:7-8 和申命記 14:8。在古代中東，腓尼基、古埃及和巴比倫等地的文化中，豬也是禁忌。在某些情況下，禁忌不僅限於吃豬肉，觸摸甚至看豬也是禁忌。
這個禁忌的形成原因是有爭議的。邁蒙尼德似乎認為豬的不潔是不言而喻的，但特別厭惡它們吃糞便的傾向 。 19世紀，有人將中東的豬禁忌歸咎於寄生蟲旋毛蟲的危害，但這種解釋現已不被主流學術界所接受。英國社會人類學家詹姆斯·弗雷澤認為，在古代以色列、埃及和敘利亞，豬最初是一種神聖的動物，因此不能被食用或觸摸；該禁忌一直存在到豬不再被視為神聖的時代，因此被解釋為它是不潔的。
最近，美國人類學家馬文·哈里斯認為，從生態和社會經濟層面來看，豬不適合在中東飼養；例如，豬不適合生活在當地的乾旱氣候中，因為牠比其他動物需要更多的水來保持涼爽，而且牠不吃草，而是與人類爭奪穀物等食物。因此，養豬被視為一種浪費和墮落的做法 。對該禁忌的另一種解釋是，豬是雜食性動物，在其自然飲食習慣中無法區分肉類或植物。吃肉的意願使它們有別於大多數其他通常食用的家養動物（牛、綿羊、山羊等），後者只吃植物。

### 象
佛教禁止食用象肉。由於象既非偶蹄動物，亦非反芻動物，所以並非符合猶太教教規的食物。一些伊斯兰饮食法学者認為大象属于有獠牙或食肉动物的禁食类别，所以伊斯蘭教有禁止穆斯林吃大象。 

### 豚鼠

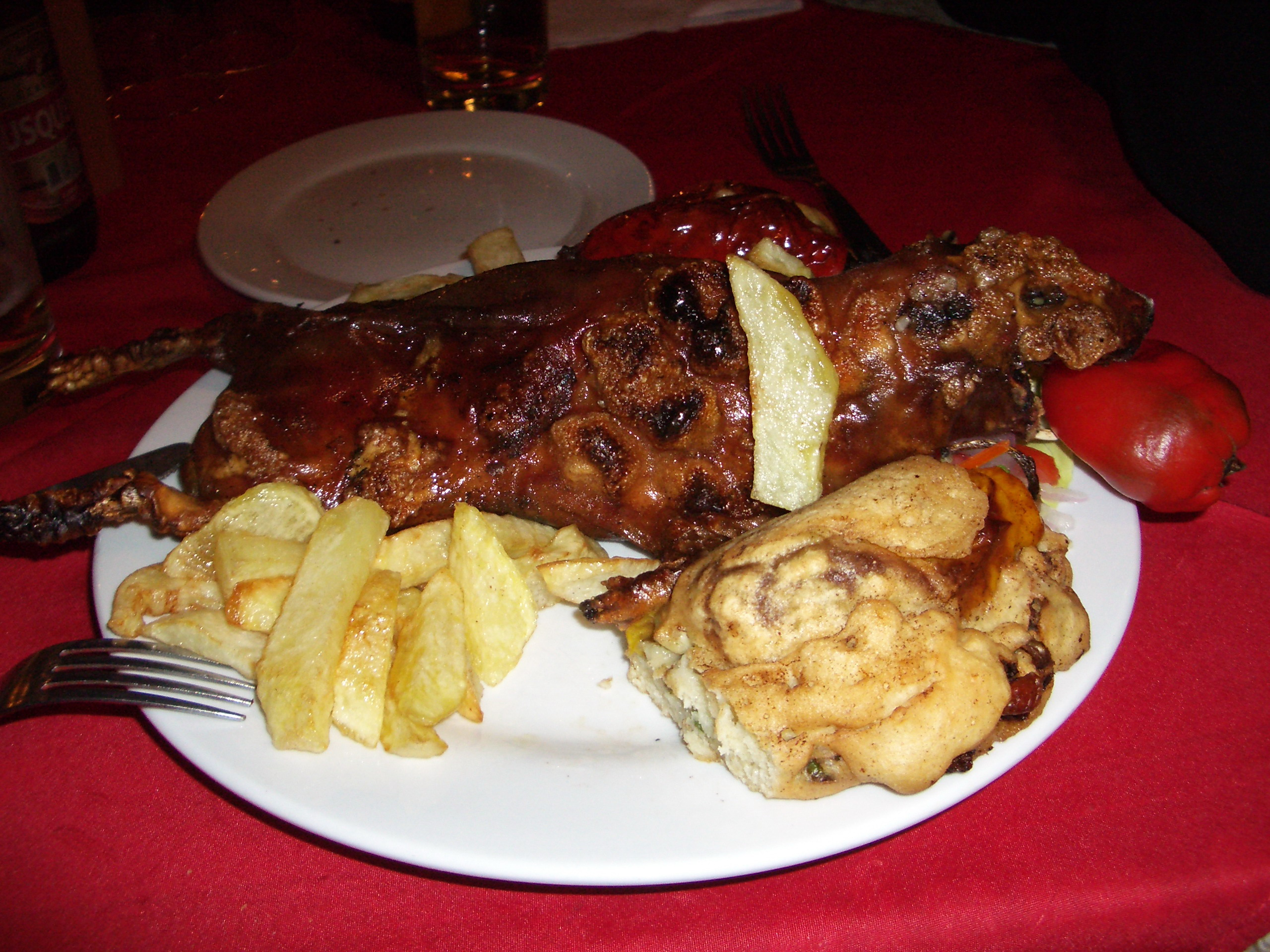
秘魯的烤豚鼠

食用豚鼠的習俗在秘魯、哥倫比亞西南部的城市和村莊以及厄瓜多爾高地（主要是在安地斯高原）的一些人群中很常見。豚鼠肉菜式可以在利馬、秘魯其他城市以及哥倫比亞帕斯託的餐館菜單上找到。豚鼠肉出口到美國和歐洲國家。 2004 年，紐約市公園和娛樂管理局採取法律行動，阻止供應商在法拉盛草原可樂娜公園的厄瓜多爾節日上供應豚鼠肉。  紐約州允許食用豚鼠，但紐約市禁止食用。相關的文化迫害指控已經平息。

### 兔
儘管兔確實咀嚼並重新攝取部分消化的物質（相當於反芻動物中的“反芻”），但因為牠沒有分叉的蹄子，所以被聖經的利未記歸類為不潔。伊斯蘭教遜尼派允許食用兔子，兔肉亦在幾個遜尼派佔多數的國家（例如埃及）很受歡迎。雖然如此，食用兔子在十二伊瑪目派（什葉派中最大的派系）採用的賈法里派教法中是被禁止的。

### 袋鼠
美國加利福尼亞州禁止使用袋鼠肉。該禁令於 1971 年首次實施； 2007 年暫停，然後又於 2015 年重新頒布。 袋鼠肉亦不被猶太人或基督復臨安息日會信徒視為符合聖經的潔食。然而，根據穆斯林飲食標準，由於袋鼠是食草動物，所以袋鼠肉被認為是允許食用的。

### 馬屬
馬及馬屬動物的肉是歐洲許多國家的美食，但在某些宗教和國家是禁忌。
猶太教誡命禁止吃馬肉，因為馬不是反芻動物，也沒有分蹄。但對於馬產的奶，部分拉比文獻認為在極度飢餓時無其它食物，極度乾渴時無水飲用，應優先遵守保護生命的誡命，或受非猶太教徒的友人邀請盛情難卻，應優先遵守“愛自己的鄰人”的誡命，可以飲用馬奶等非分蹄倒嚼的家養哺乳動物的乳汁製作的奶製品。
與狗肉類似，葡萄牙西北部卡斯特羅文化曾將食用馬肉視為禁忌，現今在當地吃馬肉仍然是一種反文化習俗。 [66]
馬肉被基督教的一些教派所禁止。公元732年，教皇格雷戈里三世指示聖波尼法鎮壓異教徒吃馬的習俗，稱其為“骯髒可惡的習俗”。只有當教會承諾冰島人可以繼續吃馬肉時，冰島在公元 1000 年才得以實現基督教化；可是，冰島教會鞏固了它的權力後，就開始禁止當地民眾吃馬肉。雖然如此，馬肉現今在冰島仍然很受歡迎，其銷售和消費方式與牛肉、羊肉和豬肉相同。
在伊斯蘭教中，關於是否允許食用馬肉的觀點各不相同。一些人援引聖訓禁止穆斯林人食用，但其他人懷疑它的有效性和權威性。野馬和驢通常被視為清真食品，而馴養的驢則被視為禁食。不同的穆斯林文化對吃馬肉的態度不同。歷史上，土耳其人和波斯人吃過馬肉，而在北非，這種情況很少見。但突厥遊牧穆斯林把馬肉視為最好的食身物之一。
在加拿大，馬肉是合法的。大多數加拿大馬肉出口到歐洲大陸或日本。在美國加利福尼亞州和伊利諾伊州，銷售和食用馬肉在是非法的。美國最後一家馬肉屠宰場於 2007 年關閉。儘管如此，被棄養的休閒馬、運動馬和工作馬仍會從美國各地被收集起來並在拍賣會上出售，然後運往加拿大或墨西哥，再出售作屠宰之用。關於 2013 年馬肉污染醜聞，2013 年提出了英國和愛爾蘭的馬消費問題。
除了斯洛文尼亞，巴爾幹地區通常避免吃馬肉。這是因為馬在當地被認為是一種高貴的動物，或者因為吃馬肉與戰時飢荒有關。然而，塞爾維亞有一個小型的馬肉利基市場。

### 人
在所有禁忌肉中，人肉是最受禁的，在全球所有国家和地区，谋杀及食人均属违法行为。近來，人類曾出於精神錯亂、仇恨、壓倒性的飢餓，或在儀式中食用人類同胞的肉——這從來不是他們飲食的常見部分，但人們認為這種做法曾經在全人類中普遍存在。
巴布亞新幾內亞的法雷人曾有在喪禮上生食親屬遺體的習俗。該習俗直到 1950 年代末才被澳大利亞政府立例禁止。食人肉是朊毒體病庫魯病傳播的方式，這種聯繫到 1967 年終於得到證實。
犹太教禁止在任何情况下食用人肉，包括在遇难求生情况下吃人类尸体也被认为等同于杀人。
印度教禁止食用人肉。
伊斯蘭教也禁止食用人肉。

### 靈長目
猴腦是一道菜，至少部分由某些猴子或猿類的大腦製成。在西方流行文化中，它通常是在將異國文化描述為異常殘忍、冷酷和/或奇怪的背景下被反復描述和爭論。
猴子在印度是受人尊敬的動物，這主要是因為猴神哈努曼。許多印度教徒是素食主義者，不吃任何肉類，包括猴子。食肉的印度人也不殺死或吃猴子。殺死和吃猴子（或其他被認為是野生的動物）在印度是禁忌和非法的。
在馬達加斯加、馬爾加什人的文化中，狐猴被認為擁有靈魂，如果牠們在活著的時候被嘲笑或被殘忍地殺死，牠們可以向人類報復。正因為如此，狐猴與日常生活中的許多其他元素一樣，一直是禁忌的來源，在當地被稱為 fady，禁忌的起源可以主要歸納為四個基本原則：
- 一個村莊或地區認為某種狐猴可能是當地氏族的祖先。
- 人們相信狐猴的靈魂會報復。
- 人們相信狐猴會帶來好運。
- 人們認為，狐猴會將牠們的品質（無論好壞）傳授給人類嬰兒。

因此一般來說，fady 除了是禁忌，亦指帶來壞運氣的事件。
1983 年至 2002 年間，加蓬的西部大猩猩和普通黑猩猩種群數量估計減少了 56%。這種下降主要是由商業狩獵造成的，而商業狩獵是由用於伐木目的的擴展基礎設施促進的。

### 爬行動物
伊斯蘭教嚴格禁止食用爬行動物，例如鱷和蛇。猶太教也禁止食用爬行動物。

### 兩棲動物

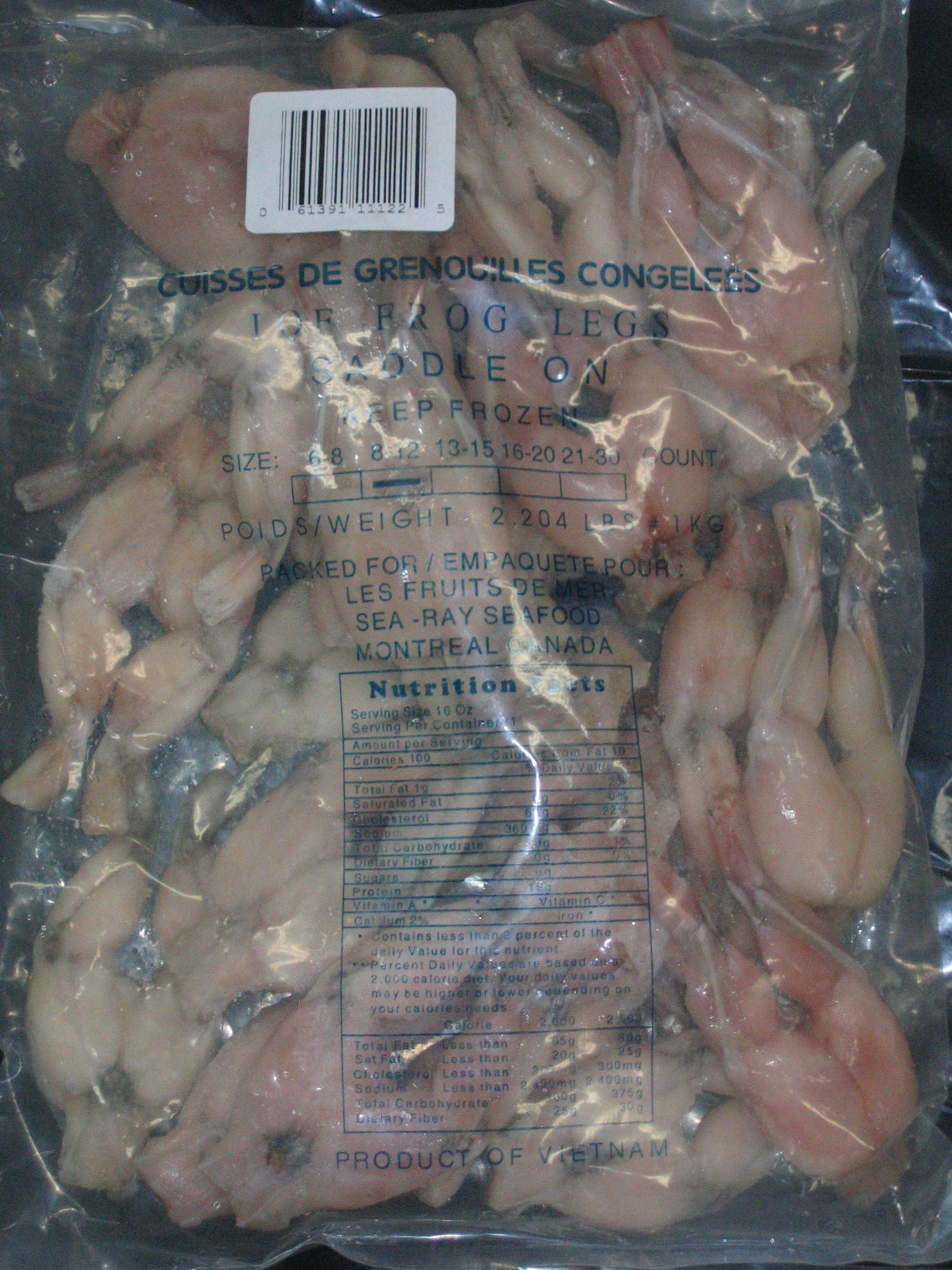
來自越南的一袋青蛙腿

猶太教嚴禁食用青蛙等兩棲動物。利未記 11:29-30 和 42-43 節描述了該限制。猶太教徒亦須避免使用兩棲動物以及其他違禁動物的衍生化學產品。
在其他文化中，青蛙腿等食物被視為美味佳餚，在某些情況下，兩棲動物可能會被商業化飼養。然而，由於憂慮過度消耗引致青蛙的野外數量下降至瀕臨滅絕甚至滅絕的地步，法國採取法律行動限制民眾使用當地青蛙作為食材。法國農業部於 1976 年開始採取措施保護當地青蛙物種，並於 1980 年禁止大規模商業捕捉青蛙。雖然如此，私人、個人狩獵和烹飪在法國部分地區仍然合法，進口及食用非當地的青蛙物種亦屬合法。

### 昆蟲
在猶太教和撒瑪利亞教中，數種蝗蟲被允許作為食物（利未記 11:22）。除此之外，其他昆蟲並不被視為猶太食品。
正常情況下，被猶太教規禁止食用的昆蟲，其衍生食品亦會同樣被禁止食用。雖然如此，猶太教在禁止食用蜜蜂的同時，卻允許教徒食用蜂蜜（蜜蜂反芻的濃縮花蜜和蜜露）。這個話題在塔木德中有所涉及，因為蜂蜜的首個製造者被認為是花，而非蜜蜂，蜜蜂只是將液體儲存並脫水成蜂蜜，因此食用蜂蜜被解釋為是允許的。這與蜂王漿不同，後者由蜜蜂直接生產，被認為是非猶太食品。
除了上述兩例，昆蟲及其產品並不被視為猶太食品。 猶太教飲食規定還要求從業者仔細檢查其他食物是否有昆蟲。

### 魚類
在索馬里人中，大多數部族都禁止食用魚類，並且不與少數食用魚類的部族通婚。
居住在埃及東南部、埃塞俄比亞、厄立特里亞、索馬里、肯尼亞和坦桑尼亞北部部分地區的許多高地牧民和農民（甚至一些沿海民族）對吃魚有禁忌。這有時被稱為“庫希特魚禁忌”，因為據信說庫希特語的人將避魚行為引入東非，儘管並非所有庫希特群體都避免吃魚。避免吃魚這一風俗的流行區域與使用庫什特語的地區大致重合，一般來說，講尼羅-撒哈拉語和閃米特語的人沒有這個禁忌。  東非少數班圖人和尼羅特人族群亦避免吃魚，他們居住的地區似乎在更早時期曾是庫什特人的居住地。在東非，避免吃魚的禁忌僅在坦桑尼亞或以北被發現。這可能歸因於采采蠅只存在於坦桑尼亞及以北地區，使避免吃魚的遊牧民族無法進一步向南遷徙。因此，贊比亞和莫桑比克的班圖人倖免於游牧民族的征服，因此他們幾乎都吃魚。 
在非洲南部，亦有地區盛行不吃魚類，該風俗主要流行於講班圖語的人。目前尚不清楚這種厭惡情緒是獨立發展還是被引入的。然而，可以肯定的是，非洲南部最早的居民科伊桑人並沒有避免吃魚。然而，由於非洲南部的班圖人也與東非北部的牧民具有多種相近的文化特徵，因此相信，食用魚類的禁忌同樣是由牧民從東非越過采采蠅流行區傳播至非洲南部。
猶太教也禁止食用某些魚類，例如鰻魚和所有種類的鯰魚。雖然它們生活在水中，但它們似乎沒有鱗片（除非在顯微鏡下）（見利未記 11:10-13）。遜尼派伊斯蘭教規在這方面則較為寬鬆。鯰魚和鯊魚通常被視為清真食品，因為它們是特殊類型的魚。在遜尼派的四個學派中，鰻魚通常被認為是允許食用的。大多數什葉派穆斯林遵循的賈法里派教法則禁止食用所有沒有鱗片的魚類，也禁止食用除蝦以外的所有非魚類海產。
美國西南部的許多部落，包括納瓦霍人、阿帕奇人和祖尼人，都對食用魚類和其他水生動物（包括水禽）有禁忌。 

### 甲殼類及其他海鮮
幾乎所有類型的非魚類海鮮，如貝類、龍蝦、蝦或淡水龍蝦，都被猶太教禁止食用，因為這些動物生活在水中，但沒有鰭和鱗。
作為一般規則，所有海鮮在伊斯蘭教遜尼派的其中三個學派（哈乃斐派除外）中都是允許的。大多數什葉派穆斯林所遵循的賈法里派教法則禁止食用無鱗或非魚類的海鮮，蝦除外。

## 另見
- 符合教規的食物 (伊斯蘭教)
- 符合教規的食物 (猶太教)

## 外部連結
- Rolf Degen: Nicht nur Verdorbenes macht Angst. in: Tabula. SVE, Bern 2005,02.
- Daniel M. T. Fessler, Carlos David Navarrete: Meat is Good to Taboo. （页面存档备份，存于） in: Journal of Cognition and Culture. Brill, Leiden 2003 (pdf). ISSN 1567-7095
- Ram Puniyani: Beef Eating, Strangulating History. （页面存档备份，存于） in: The Hindu. Madras  2003.
- Alexander Rabl: Tabuzone Teller. （页面存档备份，存于） in: A La Cart. Gourmet-Magazin. D+R Verlag, Wien 2006.